# Pachysylvia semibrunnea
El verdillo nuquirrufo (en Ecuador) (Pachysylvia semibrunnea), también denominado verderón castaño (en Colombia), verderón de gorro castaño (en Venezuela) o vireillo de capa rufa, es una especie de ave paseriforme de la familia Vireonidae perteneciente al género Pachysylvia (antes colocado en Hylophilus) . Es nativa de la región andina del noroeste de América del Sur.

## Distribución y hábitat
Se distribuye por la Serranía del Perijá (en la frontera entre el noroeste de Venezuela y norte de Colombia); también disjuntamente en las tres cadenas andinas de Colombia hacia el sur hasta el norte de Ecuador (Napo y Pastaza).
Esta especie es considerada local y poco común en su hábitat natural: el dosel, subdosel y los bordes de selvas montanas húmedas entre 900 y 2000 m de altitud.

## Sistemática

### Descripción original
La especie P. semibrunnea fue descrita por primera vez por el naturalista francés Frédéric de Lafresnaye en 1845 bajo el nombre científico Hylophilus semi-brunneus; la localidad tipo es: «Bogotá, Colombia».

### Taxonomía
Es monotípica. Es especie hermana de Pachysylvia aurantiifrons.
Los estudios de Slager et al. (2014) produjeron una extensa filogenia de la familia Vireonidae y demostraron que el género Hylophilus era polifilético, compuesto de 4 clados dentro de la familia Vireonidae.  Slager y Klicka (2014) establecieron la necesidad de cuatro géneros para reflejar esta diversidad. El clado conteniendo las especies de iris oscuro, habitantes del dosel y de cantos más complejos, incluyendo la presente, fue agrupado en un género resucitado Pachysylvia. Desde que Pachysylvia es femenino, el nuevo nombre científico pasa a ser: Pachysylvia semibrunnea.
Los cambios taxonómicos descritos fueron reconocidos mediante la aprobación de la Propuesta N° 656 al Comité de Clasificación de Sudamérica (SACC) en noviembre de 2014. La clasificación Clements Checklist v.2015 adopta los cambios descritos, mientras e Congreso Ornitológico Internacional (IOC) todavía no los ha incorporado.